# Confederación de Sandomierz
La Confederación de Sandomierz fue una coalición antisueca formada en mayo de 1704, para defender el derecho de Augusto II de Polonia al trono de Polonia durante la Gran Guerra del Norte. La alianza duró hasta el 1717, cuando fue disuelta por el Sejm.
A causa de la guerra, Carlos XII de Suecia invadió Polonia en 1704 y amenazó el poder del rey Augusto II de Polonia con la Confederación de Varsovia. El rey buscó la ayuda de la nobleza polaca y del Reino de Sajonia para asegurar su posición.
Inicialmente la confederación fracasó al ser Augusto destituido en 1706 al perder la Guerra Civil Polaca (1704-1706), pero volvió al poder después de la derrota del Imperio sueco en la Batalla de Poltava (1709).
- Datos: Q830563